# وضع الصامت

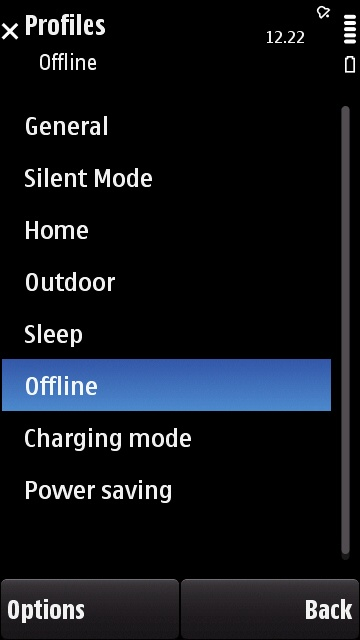
الأوضاع في هاتف نوكيا 5800، والمحدد هو وضع الصامت (سايلنت)

وضع الصامت (بالإنگليزية: Silent "سايْلَنْت) هو إعداد متاح في الهواتف النقالة وأجهزة البيجر يقوم في حال اختياره بإصمات أصوات النغمات وعلى حسب الهاتف أو/و النظام، الاهتزاز ونغمة المنبه. بالمقارنة مع وضع الطيران، في وضع الصامت يُمكن للجهاز استقبال وإرسال المكالمات والرسائل النصية.
تأتي فائدة هذا الوضع في العديد من المواقف مثل المقابلات أو في حال التواجد في متحف أو صالة سينما أو أدوار العبادة.